# The Backyard
The Backyard est un film muet américain de comédie, réalisé par Jess Robbins, sorti en 1920.

## Fiche technique
- Titre : The Backyard
- Réalisation : Jess Robbins
- Scénario : Jess Robbins
- Producteur : Albert E. Smith
- Sociétés de production : Jimmy Aubrey Productions Inc., Vitagraph Company
- Société de distribution : Vitagraph Company
- Pays d'origine :  États-Unis
- Langue : sous-titres en anglais
- Format : Noir et blanc - 35 mm - 1,33:1  -  Muet
- Genre : comédie
- Longueur : deux bobines
- Date de sortie :
  - États-Unis : novembre 1920

## Distribution
- Jimmy Aubrey
- Oliver Hardy
- Jack Ackroyd
- Kathleen Myers
- Evelyn Nelson
- Jack Duffy